# جانی‌والا
جانی‌والا (به انگلیسی: Janiwala) یک منطقهٔ مسکونی در پاکستان است که در پنجاب واقع شده‌است. جانی‌والا ۱۶۲ متر بالاتر از سطح دریا واقع شده‌است.